# Mykotoxikózy ptáků
Mykotoxikózy jsou akutní až chronické intoxikace, vznikající po orálním příjmu toxicky působících sekundárních metabolitů (mykotoxinů) přeměny látkové toxinogenních druhů plísní. Vyskytují se u všech druhů ptáků, včetně domácí drůbeže, kde mají význam ekonomický i zdravotní. V současnosti je známo více než 350 druhů plísní, které produkují přes 300 rozličných mykotoxinů. Jejich účinky na organismus hostitele jsou mnohostranné, většinou škodlivé.

## Historie
Některé mykotoxikózy byly známy již ve středověku (např. ergotismus), většina ale byla rozpoznána až po roce 1960, kdy byl odhalen aflatoxin jako příčina onemocnění u drůbeže a ryb. Zájem o výzkum mykotoxinů se ještě zvýšil po zjištění kancerogenních účinků aflatoxinů. Onemocnění lidí a zvířat, vznikající po pozření plesnivé potravy, byla však známa ještě před zjištěním aflatoxinů. Již zmíněný ergotismus, dále otrava koní zaplísněným obilím, stachybotryotoxikóza, alimentární toxická aleukie, různé hemoragické syndromy, otrava žlutou rýží a jiné akutní otravy potravou, představují historicky známé mykotoxikózy lidí i zvířat.

## Mykotoxiny
Mykotoxiny jsou termostabilní, alifatické nebo cyklické sloučeniny s málo atomy uhlíku a nízkou molekulární hmotností, které vznikají jako produkty sekundárního metabolismu mikromycet. Jejich význam pro životní cyklus plísní není znám. Chemická struktura mykotoxinu určuje mechanismus jeho působení na organismus. Producenty nejzávažnějších mykotoxinů škodlivých pro drůbež jsou plísně Aspergillus spp., Penicillium spp., Fusarium spp.  a Stachybotrys spp.
Kmeny jednoho druhu plísně mohou produkovat více než jeden strukturální typ mykotoxinu. Existuje proto velký počet druhů i rodů plísní schopných tvořit identické mykotoxiny. Všechny kmeny určitého druhu plísně však nemusí produkovat stejné množství mykotoxinu, případně ho nemusí produkovat vůbec. Kontaminovaná krmiva mohou obsahovat více než jeden toxin. Rozličné toxiny také mohou působit na organismus hostitele synergicky, aditivně nebo antagonisticky.
Substrátem pro tvorbu mykotoxinů jsou zejména výchozí komponenty pro výrobu krmných směsí, jako např. obiloviny (pšenice, kukuřice), podzemnice olejná a z ní extrahované šroty, sójový šrot a jiné rostlinné bílkovinné a škrobové produkty vhodné pro zkrmování drůbeži, anebo podestýlka. Ke kontaminaci substrátu toxigenními plísněmi dochází během růstu obilovin, jejich sklizně, skladování i zpracování. Podmínky nutné pro růst plísní jsou často odlišné od podmínek indukujících plísně ke tvorbě toxinů.
Produkci mykotoxinů v prostředí ovlivňují (1) přítomnost toxigenní plísně, (2) vhodný substrát pro její růst a (3) prostředí vhodné pro produkci toxinů (teplota, vlhkost, kyslík). Např. Aspergillus spp. vyžaduje k produkci toxinů teplé prostředí (30–35 °C), proto jsou nejčastěji aflatoxinem kontaminovány zrniny pocházejí ze subtropických nebo tropických oblastí. Naopak plísně produkující trichotecénové mykotoxiny vyžadují vysokou vlhkost a nižší teploty (pod 20 °C), takže jsou jimi častěji kontaminované obilniny produkováné v severnějších oblastech, při pozdní sklizni až v podzimních měsících nebo při skladování v chladu. F. sporotrichoides tvoří mykotoxin i pod bodem mrazu. Jiné plísně zase preferují specifický substrát nebo je jejich výskyt regionální.
Živočišné produkty (vejce, maso, droby, uzeniny aj.) mohou obsahovat mykotoxiny v důsledku zkrmování kontaminovaného krmiva drůbeži, nebo v důsledku kontaminace produktu toxigenními plísněmi.
Mykotoxiny se dostávají do organismu zpravidla alimentární cestou (případně kontaktem s kůží) a jsou resorbovány sliznicí zažívacího traktu. Vznik a stupeň postižení závisí na druhu, věku, plemeni, zdravotní kondici a výživném stavu, obranyschopnosti, pohlaví a genetické vnímavosti drůbeže a na době trvání příjmu, velikosti denní dávky, druhu a toxicitě přijímaného mykotoxinu a jeho afinitě k určitému cílovému orgánu. Mykotoxiny působí primárně jako inhibitory biosyntézy nukleových kyselin, bílkovin, lipidů a sacharidů, ovlivňují funkční vlastnosti buněčných membrán a energetický metabolismus buněk. Sekundárně pak poškozují řadu tkání, orgánů nebo orgánových systémů (regresivní změny). V závislosti na způsobu a druhu škodlivého působení se účinky mykotoxinů projevují u ptáků poškozením jater, ledvin, nervů, srdce, svalů, kůže, střev a krve. Kancerogenní, mutagenní a teratogenní účinky mykotoxinů se u drůbeže vzhledem k jejímu krátkému životnímu cyklu projevují méně často.
Produkty toxigenních plísní mohou být přítomny v krmivu v různém množství i kombinacích, což se projevuje velkou variabilitou klinických příznaků i patologických změn.

## Typy otrav
Klinicky se rozlišují primární (akutní a chronické) a sekundární mykotoxikózy. Průběh i závažnost primárních mykotoxikóz je ovlivňován množstvím přijatého toxinu. Při akutní mykotoxikóze (vysoké až mírné dávky mykotoxinů) se pozorují klinické příznaky intoxikace a mortalita drůbeže bývá zvýšená. Chronická mykotoxikóza (mírné až nízké dávky) probíhá spíše subklinicky a projevuje se převážně poruchami vývoje a růstu mláďat, zhoršenou konverzí krmiva a nedostatečnými hmotnostními přírůstky (brojleři), poklesem snášky (nosnice), poruchami oplozenosti a líhnivosti násadových vajec (rozmnožovací chovy). Sekundární mykotoxikózy (minimální dávky) se podílejí na neobvyklém nebo komplikovaném průběhu nemocí primárně vyvolaných jinými patogeny, umožňují výskyt oportunních infekcí a způsobují imunosupresi.
U komerčně chované drůbeže jsou z mykotoxikóz nejzávažnější aflatoxikóza drůbeže, ochratoxikóza a trichotecénové mykotoxikózy. Z dalších mykotoxikóz popsaných u drůbeže, jejichž ekonomický význam je buď minimální nebo není znám, to jsou např. ergotismus, vyvolávaný alkaloidy produkovanými plísní Claviceps purpurea.  Projevuje se sníženým příjmem krmiva, zhoršeným růstem a vezikulární dermatitidou. Na hřebínku, lalůčcích, obličeji, očních víčkách a končetinách se objevují vezikuly, později krusty, vředy a nekróza. Citrinin je nefrotoxin produkovaný plísní Penicillium citrinum. Způsobuje zvýšený příjem vody s následnou polyurií a průjmem (>300 ppm). Klinické příznaky vznikají během několika hodin po přijetí toxinu a mizí v průběhu 8-10 hodin po zamezení jeho příjmu. Nefrotoxicky působí také oosporein, produkovaný plísní Chaetomium trilaterale. U kuřat (>300 ppm) a krůťat (500 ppm) vyvolává akutní nefrózu, depozita urátů na viscerálních orgánech a v kloubech. Mortalita mláďat v prvním týdnu života může dosahovat až 20 %.

## Léčba
Specifická terapie mykotoxikóz neexistuje, drůbež se v mnoha případech po zamezení příjmu mykotoxinů uzdraví sama. Proto nejdůležitějším opatřením je okamžitá změna krmiva. Někdy také napomáhá zvýšená aplikace vitamínů (A, E a K), minerálních látek, stopových prvků (selen), úprava krmné dávky (bílkoviny, tuky, vláknina). V případě výskytu konkurentních bakteriálních nebo parazitárních onemocnění se provádějí příslušná opatření.
Ekonomicky mnohem výhodnější než terapie jsou preventivní opatření. Prevence mykotoxikóz spočívá v omezení výskytu toxigenních plísní v krmivu pro drůbež, případně jejich eliminaci z krmiva chemickou či fyzikální cestou. Důležitá je kontrola kvality rostlinných komponent používaných k výrobě krmných směsí. Antimykotické látky přidávané do krmiva sice mohou bránit růstu plísní, ale již vyprodukované mykotoxiny nejsou těmito látkami eliminovány. Detoxikace mykotoxinů je obtížná. Přesto již existují komerční preparáty obsahující specifické adsorbenty pro mykotoxiny, které jsou někdy kombinovány s enzymy schopnými degradovat molekuly toxinu.